# Raymond Davis Jr.
Raymond "Ray" Davis Jr. (14. oktober 1914 - 31. maj 2006) var en amerikansk kemiker og fysiker. Han er bedst kendt for at have ledet Homestake-eksperimentet i 1960'erne til 1980'erne, som var det første eksperiment til at detektere neutrinoer udsendt af Solen. Han modtog en delt nobelpris i fysik i 2002 for dette.